# Церковь Святой Марии (Ульяновск)
Церковь Святой Марии — евангелическо-лютеранский храм в Ульяновске. Является главной церковью Ульяновско-Самарского пробства Евангелическо-лютеранской церкви Европейской части России.

## История
Первые сведения о существовании в Симбирске лютеранской общины относятся к 1777 году. Первые лютеране были немногочисленны и собирались в частном доме. В 1819 году община получила разрешение праздновать богослужения по праздничным и табельным дням в актовом зале Симбирской губернской гимназии. В 1821 году в Симбирске утверждается самостоятельный церковный совет лютеранского общества, состоящего из более 200 верующих.
Первая лютеранская кирха была построена в 1847 году по проекту петербургского архитектора Николая Ефимова под наблюдением симбирского архитектора Ивана Бенземана. Расположена была на углу Московской улицы (ныне ул. Ленина) и Анненковского переулка (ныне ул. Железной Дивизии) и представляла собой простое каменное одноэтажное здание. 25 мая 1847 года состоялось открытие и освящение церкви Святой Марии, а ученик академии художеств Юнг нарисовал и пожертвовал запрестольный образ, удачную копию с знаменитой картины Фёдора Бруни «Моление о Чаше». Однако церковь долгое время оставалась без пастора и только в 1860 году был назначен первый пастор, Фридрих Мейер. Для помещения пастора, церковный совет купил, рядом с церковью, небольшой деревянный дом с дворовым местом, у одного из своих прихожан и усердного жертвователя П. Ф. Фее. В пожар 1864 года этот дом сгорел. На страховую премию и на пожертвования, полученные главным образом из прибалтийских губерний, Симбирское лютеранское общество построило в 1872 году новый каменный двух-этажный дом. Заботами пастора Августа Егоровича Лейсте и его предместника М. А. Курц, на собранные ими по подписке деньги, куплен новый прекрасный орган, а в 1895 году бароном Стремфельдт пожертвован церковный колокол. 25 Мая 1897 года Симбирским евангелическо-лютеранским обществом скромно отпраздновано пятидесятилетие существования своего самостоятельного прихода.
К началу 1910-х годов остро встал вопрос о необходимости перестройки церковного здания, что было связано с его плохим техническим состоянием, а также с увеличением числа прихожан. В 1911 году был создан Комитет по постройке костела во главе с Е. М. Перси-Френч и куратом И. Ундерисом. Дворяне Пётр Чарновский и Пётр Бутвилло пожертвовали участок земли рядом со старым храмом. 15 апреля 1912 года общее собрание прихожан приняло решение о строительстве каменного костела, после чего Комитет обратился с ходатайством к губернатору. Разработанный архитектором Август Шодэ проект католического костела в готическом стиле был утверждён Губернским правлением 20 июля 1912 года. В дальнейшем этот проект с некоторыми переработками и был использован для строительства кирхи.
Осенью 1912 года был назначен курат (настоятель) Симбирского прихода, им стал Цакуль Михаил Христофорович. С 1916 года до февраля 1919 года куратом был Казимир Уодко.
Торжественная закладка лютеранской церкви состоялась 23 мая 1913 года. Строительные и отделочные материалы поставляли различные фирмы: цементно-бетонную черепицу, сделанную на цементно-бетонном заводе Симбирского губернского земства; деревянные оконные переплёты изготовили в мастерской Симбирской чувашской школы; из Риги доставили девять железных оберлихтов и стёкла художественной работы в оловянной оправе. Специально для стекольных работ выписали Рижских мастеров. Эскизы для оконной мозаики разработал Август Шодэ. Строительство кирхи длилось всего пять месяцев.
3 ноября 1913 года состоялось освящение вновь построенной церкви. Богослужение провёл член совета московской евангелическо-лютеранской консистории пастор Вальтер. В числе приглашённых был один из лучших органистов России — К. А. Корбут.
В кирхе было два органа. Один — большой стационарный, изготовленный в Риге и ранее находившийся в старой кирхе, где он был разобран, а затем вновь собран уже в новой. Второй — передвижной орган-позитив. Кроме богослужений в кирхе проводились концерты духовной музыки. Штатным органистом был Людвиг Лист, называвший себя племянником знаменитого композитора Ференца Листа. В церковной библиотеке насчитывалось более трёх тысяч книг и журналов на немецком, английском, французском, эстонском, латинском и русском языках.
Разруха первых лет советской власти и гражданской войны коснулась и лютеранского храма: был испорчен калорифер, провалились хоры, из-за этого службы не проводились несколько лет. Библиотека, орган, церковная утварь, мебель были изъяты, а колокол отправлен на переплавку. В конце 1920 года прихожане сами привели всё в порядок, и богослужения возобновились. Роль проповедника исполнял помощник машиниста, пресвитера (он же председатель общины) — токарь по металлу.
В январе 1930 года кирху, как и большинство культовых заведений, закрыли окончательно. Пастор был арестован и расстрелян. Решением Ульяновского Горисполкома здание отдали под клуб, затем здесь размещались склад. В годы Великой Отечественной войны в бывшем церковном здании хранились вывезенные из Ленинграда экспонаты Центрального военно-морского музея, в том числе ботик Петра Великого. В послевоенное время здесь разместилась детская спортивная школа.
В 1991 году здание церкви было возвращено лютеранской общине Святой Марии. В ходе реставрационных работ был сделан новый шатёр башни, перекрыта крыша, на ней установлены два латинских креста. По рисунку сохранившегося окна ризницы восстановлены оконные переплёты, по образцам осколков старых стёкол сымитированы цветные витражи внутренних оконных завершений, пескоструйным аппаратом очищен кирпич фасадов. По проекту германских мастеров выполнены деревянный подвесной потолок (М. Вервит) и два эскиза имитированных витражей алтарных окон (С. Хейнеман) на темы Святой Марии с младенцем и Христа. Эскизы на стекло перенесли ульяновские художники Н. Кормилицин и В. Константинов, они же расписали и все остальные окна с изображениями «готических» роз. Наблюдение за реставрацией проводил председатель церковного Совета Э. А. Юнгблют.
15 сентября 1991 года состоялось первое, более чем за 60 лет, богослужение в лютеранской кирхе. Присутствовали глава единой евангелическо-лютеранской церкви России Йозеф Баронас и представитель Московского деканата этой церкви отец Августин.
3 апреля 1994 года состоялось открытие и освящение обновлённой кирхи.
В 1996 году прихожане получили подарок из Германии — орган Марбургской капеллы.

## Пасторы, служившие в приходе
Фридрих Мейер — первый пастор общины, служил в Симбирске с 1860 года.
Август Лейст — служил в общине Святой Марии, а также в Светлом Озере (80 км от Симбирска). В 1897 году построил на Светлом Озере молитвенный дом.
Эдвальд Аллас — уроженец Эстонии, до 1917 года служил пастором в деревне Рейнфельд (ныне Залесье Кошкинский район Самарская область). В 1921 году приехал в Симбирск. До своего ареста в 1929 году служил в общине св. Марии, обустраивая немецко-эстонские религиозные общины Симбирска. Из ссылки возвратился только в 1934 году.
Фридрих Демке — пастор, окончил теологический факультет Берлинского университета, приехал в Ульяновск на Рождество 1994 года, поработав до этого молодёжным пастором в Пенсильвании.
За годы работы пастора Демке был построен Дом общины, в церкви появился орган.
Был пастором церкви Святой Марии до 2001 года.
Владимир Проворов — пастор, выпускник Теологической семинарии ЕЛЦ в Новосаратовке. В 2001 году начал проходить практику в общине Святого Георга в Самаре, спустя полгода продолжил своё служение в Ульяновске.
В октябре 2001 года после отъезда пастора Фридриха Демке был ординирован в пастора общины Святой Марии. Является пастором и пробстом Ульяновско-Самарского пробства до сих пор.

## Кирха в филателии
- В 2000 году Министерство связи России выпустило Художественный маркированный конверт «Ульяновск. Лютеранская кирха»[7].
- В 2004 году Министерство связи России выпустило Художественный маркированный конверт «Ульяновск. Лютеранская церковь»[8].

- ХМК РФ, 2004. Ульяновск. Лютеранская церковь.